# Pokémon-Sammelkartenspiel

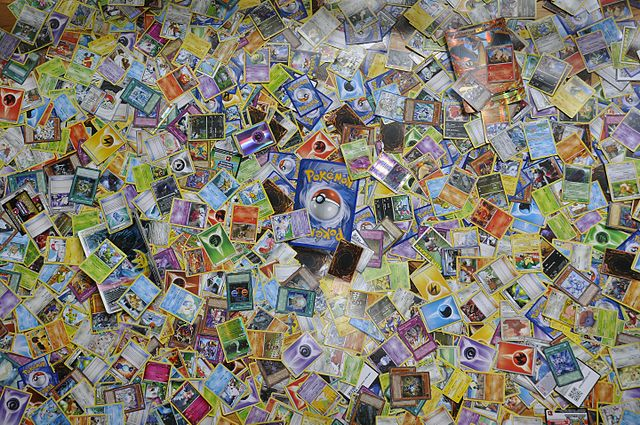
Verschiedene Pokémon-Sammelkarten (vereinzelt auch Yu-Gi-Oh!-Karten)

Das Pokémon-Sammelkartenspiel ist ein Sammelkartenspiel, das auf den Pokémon-Videospielen von Nintendo und The Pokémon Company aufbaut. Das Sammelkartenspiel ist Teil des internationalen Medienfranchises Pokémon.  Das Kartenspiel wurde im Oktober 1996 in Japan und im Dezember 1998 als Pokémon Trading Card Game in Nordamerika von Wizards of the Coast veröffentlicht, dem Verlag hinter dem Sammelkartenspiel Magic: The Gathering. Mit dem Erscheinen der Pokémon-Editionen Rubin und Saphir übernahm Nintendo den Vertrieb der Karten. In Deutschland wird das Sammelkartenspiel von Amigo vertrieben. Besonders seltene Karten erzielten in der Vergangenheit hohe Auktionspreise, so wurde 2022 eine Karte für über 5 Millionen US-Dollar versteigert. Bis Juli 2021 wurden weltweit über 34,2 Milliarden Karten verkauft.

## Spielkonzept
Es gibt drei Kartentypen: Pokémon-Karten, die je eine der aus den Videospielen bekannten Pokémon-Figuren repräsentieren, Trainerkarten, die Unterstützung liefern, und Energiekarten, die als Energiequelle für die Attacken der einzelnen Pokémon dienen.
Jeder Spieler hat ein „Deck“ aus 60 Karten.
Am Anfang des Spiels wird per Münzwurf entschieden, wer das Spiel anfangen darf. Im Anschluss zieht man 7 Karten von seinem Deck und legt ein Basis-Pokémon verdeckt auf das Spielfeld. Man kann bis zu sechs Pokémon gleichzeitig ins Spiel bringen, wobei nur eines das aktive, kämpfende Pokémon ist, während die restlichen auf der „Bank“ sitzen. Danach legt man die obersten 6 Karten verdeckt als Preiskarten beiseite. Abwechselnd versuchen nun beide Spieler, mit ihren Pokémon durch den Einsatz von Energiekarten die gegnerischen Pokémon anzugreifen. Wird ein Pokémon eines Spielers besiegt, so nimmt der andere Spieler eine Preiskarte auf seine Hand, und falls ein aktives Pokémon besiegt wurde, so wählt man ein neues aktives Pokémon von der Bank. Das Spiel endet, sobald ein Spieler keine Pokémon mehr im Spiel hat, am Anfang des Zuges keine Karte von seinem Deck ziehen kann oder ein Spieler alle sechs Preiskarten gezogen hat.
Die Pokémon-Typen wurden gegenüber den Videospielen vereinfacht: Statt 18 Typen gibt es nur 11. Metall und Finsternis wurden erst mit der Neo-Erweiterungen hinzugefügt, Drache mit dem Set Hoheit der Drachen und Fee zwischen den Sets XY bis Welten im Wandel.
- Elektro – hauptsächlich Elektro-Pokémon
- Farblos – hauptsächlich Normal-, Flug- und Drachen-Pokémon
- Feuer – hauptsächlich Feuer-Pokémon
- Finsternis – hauptsächlich Unlicht-Pokémon (ab Set „Schwert und Schild“ auch Gift-Pokémon)
- Kampf – hauptsächlich Gestein-, Boden- und Kampf-Pokémon
- Metall – hauptsächlich Stahl-Pokémon
- Pflanze – hauptsächlich Pflanzen-, Gift- und Käfer-Pokémon
- Psycho – hauptsächlich Psycho-, Gift- und Geister-Pokémon (ab Set „Schwert und Schild“ auch meist Feen-Pokémon)
- Wasser – hauptsächlich Wasser- und Eis-Pokémon
- Drache – hauptsächlich Drachen-Pokémon
- Fee – hauptsächlich Feen-Pokémon (ab Set „Schwert und Schild“ nicht mehr verfügbar)

In der Regel haben alle Karten-Pokémon nur einen Typ. Im Gegensatz zum Videospiel ist der Typ des Pokémon und nicht die eingesetzte Attacke für die Effektivität des Angriffs ausschlaggebend.
Spätere Erweiterungen enthalten Dunkle Pokémon, die gemäß der Story oft von bösen Trainern und Organisationen wie dem Team Rocket genutzt werden. Auch Arenaleiter-Versionen bestimmter Pokémon mit stärkeren Attacken und höheren Kraftpunkten (KP), aber auch einem höheren Bedarf für Energiekarten, außerdem Helle Pokémon, die durch und durch gut sind, sowie Schimmernde Pokémon, die verschiedene Energiekarten zu einem effektiven Angriff benötigen. Es gibt auch einige Pokémon-EX-Karten, die stärker als ihre normalen Gegenstücke sind, jedoch im Falle eines K.o. ungünstigere Folgen nach sich ziehen.
Pokémon-Attacken reduzieren in der Regel die Kraftpunkte des gegnerischen aktiven Pokémon. Dazu sind Energiekarten nötig. Abhängig vom Pokémon und der gewählten Attacke werden Energiekarten verschiedener Farbe benötigt (siehe oben).
Trainer-Karten verschaffen dem Spieler Vorteile, zum Beispiel lässt sich durch Einsatz der Karten „Trank“ und „Supertrank“ der erlittene Schaden eines Pokémon reduzieren, um es vor dem K. o. zu bewahren. Andere erlauben es dem Spieler, in seinem Kartendeck nach Pokémon zu suchen, Energiekarten der gegnerischen Pokémon zu entfernen oder besiegte Pokémon wiederzubeleben. Es gibt viele weitere Typen von Trainerkarten.
Trainer-Karten lassen sich in mehrere Unterarten einteilen:
- „Item“ Trainer-Karten können beliebig oft pro Spielzug gespielt werden und gehen nach ihrer Aktivierung auf den Ablagestapel. Sie haben positive Effekte und lassen den Spieler z.b. Karten aus dem Deck auf die Hand nehmen, das aktive Pokemon austauschen usw.
- Unterstützer-Karten funktionieren genauso wie „Item“ Trainer-Karten, aber jeder Spieler kann pro Zug nur eine Unterstützer-Karte spielen.
- Stadion-Karten bewirken beide Spieler, und können sowohl positive als auch negative Effekte haben. Stadion-Karten bleiben im Spiel, bis eine andere Stadion-Karte gespielt wird, und jeder Spieler kann nur eine Stadium Karte pro Spielzug spielen.
- Ausrüstungskarten wirken auf ein einziges Pokémon. Sie bewirken positive Effekte wie eine Heilung oder die Verminderung der Rückzugskosten. Seltener lassen sich darüber besondere Attacken einsetzen. An jedes Pokémon kann nur eine Ausrüstungskarte angelegt werden. Einige Ausrüstungskarten werden nach dem Zug entfernt, in dem sie gespielt wurden, andere nach dem nächsten Zug des Gegners, wieder andere bleiben im Spiel, bis sie eingesetzt werden, die meisten bleiben jedoch solange das Pokemon kampffähig ist an diesem liegen und der Effekt gilt dauerhaft.

## Regeln zum Deckbau
Ein Deck besteht im Pokémon-Sammelkartenspiel grundsätzlich aus 60 Karten, wobei keine Karte (ausgenommen Basisenergiekarten) öfter als viermal vorkommen darf. Dabei zählt nicht die Karte an sich, sondern ihr Name, so dass auch dann nur vier Karten mit dem Namen „Bisaflor“ erlaubt sind, wenn diese aus unterschiedlichen Editionen stammen. Allerdings ist es durchaus erlaubt, öfter als viermal dasselbe Pokémon im Deck zu haben, wenn die Karten ein Attribut im Namen tragen. So kann ein Deck zum Beispiel vier „Ampharos“ und vier „Ampharos EX“ enthalten. Weitere Attribute in Kartennamen sind auch „Helles“, „Dunkles“ und die Namen von Trainern (beispielsweise „Helles Vulnona“, „Dunkles Gallopa“ und „Sabrinas Bluzuk“), Pokémon SP (z. B. Gengar SP) und Mega-Entwicklungs Karten (z. B. M-Turtok EX oder M-Guardevoir EX).
Für einige Karten gelten weitere Einschränkungen. So dürfen zum Beispiel nur vier Karten mit dem Namen „Icognito“ vorkommen. Icognito sind Pokémon, die in Form von Buchstaben auftreten, es dürfen also nicht beispielsweise zwei „Icognito A“ und drei „Icognito B“ in einem Deck vorhanden sein.
Bestimmte Karten dürfen nur einmal im Deck vorkommen, zum Beispiel „Strahlende“ Pokémon, welche in dem Set „Astralglanz“ veröffentlicht wurden. Darauf wird in einer Regelbox auf der jeweiligen Karte hingewiesen. Ältere Beispiele für Kartentypen, die nur einmal im Deck vorkommen dürfen sind Pokémonkarten, die „Schimmerndes“ im Namen tragen und ACE-Spec-Karten (aus dem Set „Überschrittene Schwellen“).

## Sonstiges
Die Karten werden zum einen in Form vorgefertigter „Themendecks“ von 60 Karten, zum anderen in Form von „Boostern“ (Erweiterungspacks mit zehn Karten + Energiekarte) vertrieben, deren Inhalt nicht vorhersehbar ist. Die Karten werden nach drei Seltenheitsstufen geordnet.
Daneben werden auch „Tins“, Metalldosen, verkauft. Diese enthalten zumeist drei bis fünf Booster und eine Promokarte, die in jeder Tin vorhanden ist.
Über die Teilnahme an Turnieren und Ligen können spezielle Karten von den Teilnehmern gewonnen werden, die nicht im Handel erhältlich sind. Dabei handelt es sich allerdings meist um Neuauflagen bekannter Karten in einer anderen Seltenheit.
Es existieren rund 14.000 unterschiedliche Karten. Etwa vierteljährlich erscheinen neue Erweiterungen, die dem Spiel zusätzliche Karten und manchmal auch neue Regeln hinzufügen.

## Videospielumsetzungen
Am 18. Dezember 1998 veröffentlichte Nintendo ein Spiel für den Game Boy Color namens Pokémon Trading Card. Es handelt sich dabei um eine Art Rollenspiel, in dem sich der Spieler in einer Spielwelt fortbewegt und gegen andere Charaktere Kartenduelle mit den bekannten „echten“ Karten und Regeln austrägt. Das Spiel erschien als Pokémon Trading Card Game am 31. März 2000 in Nordamerika und am 8. Dezember 2000 in Europa. Ein zweites Game-Boy-Spiel namens Pokémon Card GB2 erschien am 28. März 2001 ausschließlich in Japan.
Im April 2011 erschien Pokémon Trading Card Game Online für Android und iOS. In Booster-Päckchen und anderen Produkten des Sammelkartenspiels waren ab der Serie Schwarz und Weiss Codes enthalten, mit denen Karten im Spiel freigeschaltet werden konnten. Die Nutzung setzte ein Profil im Pokémon-Trainerclub voraus. Am 5. Juni 2023 wurden die Server abgeschaltet und das Spiel aus App Store und Google Play entfernt. Mit Pokemon Spiel Los! gab es auch eine deutschsprachige PC-Umsetzung, die primär dem Erlernen der Regeln diente.
Am 20. September 2021 wurde mit Pokémon-Sammelkartenspiel-Live der Nachfolger zu Pokémon Trading Card Game Online vorgestellt. In Booster-Päckchen und anderen Produkten des Sammelkartenspiels sind Codes enthalten, mit denen man Karten im Spiel freischalten kann. Die Beta-Phase begann am 22. Februar 2022 in Kanada und ist seit dem 18. Oktober 2022 auch in Deutschland verfügbar.